# 16a etapa del Tour de França de 2016
La 16a etapa del Tour de França de 2016 es disputà el dilluns 18 de juliol de 2016 sobre un recorregut de 209 km entre Moirans-en-Montagne i Berna, a Suïssa.

## Resultats

### Classificació de l'etapa
| \| Classificació de l'etapa \| Classificació de l'etapa \| Classificació de l'etapa \| Classificació de l'etapa \| Classificació de l'etapa \| \| Corredor \| Corredor \| Equip \| Temps \| \| \| ------------------------ \| ------------------------------- \| ------------------------ \| ------------------------ \| ------------------------ \| \| 1r \| Peter Sagan \| Tinkoff \| 4h 26' 02" \| \| \| 2n \| Alexander Kristoff \| Katusha \| + 0" \| \| \| 3r \| Sondre Holst Enger \| IAM Cycling \| + 0" \| \| \| 4t \| John Degenkolb \| Giant-Alpecin \| + 0" \| \| \| 5è \| Michael Matthews \| Orica-BikeExchange \| + 0" \| \| \| 6è \| Fabian Cancellara \| Trek-Segafredo \| + 0" \| \| \| 7è \| Sep Vanmarcke \| LottoNL-Jumbo \| + 0" \| \| \| 8è \| Maximiliano Richeze Araquistain \| Etixx-Quick Step \| + 0" \| \| \| 9è \| Edvald Boasson Hagen \| Dimension Data \| + 0" \| \| \| 10è \| Greg Van Avermaet \| BMC Racing Team \| + 0" \| \| |                                 |                    |            |
| |                                 |                    |            |
| Font: ProCyclingStats |                                 |                    |            |
| Classificació de l'etapa |                                 |                    |            |
| Corredor | Corredor                        | Equip              | Temps      |
| 1r | Peter Sagan                     | Tinkoff            | 4h 26' 02" |
| 2n | Alexander Kristoff              | Katusha            | + 0"       |
| 3r | Sondre Holst Enger              | IAM Cycling        | + 0"       |
| 4t | John Degenkolb                  | Giant-Alpecin      | + 0"       |
| 5è | Michael Matthews                | Orica-BikeExchange | + 0"       |
| 6è | Fabian Cancellara               | Trek-Segafredo     | + 0"       |
| 7è | Sep Vanmarcke                   | LottoNL-Jumbo      | + 0"       |
| 8è | Maximiliano Richeze Araquistain | Etixx-Quick Step   | + 0"       |
| 9è | Edvald Boasson Hagen            | Dimension Data     | + 0"       |
| 10è | Greg Van Avermaet               | BMC Racing Team    | + 0"       |

## Classificacions a la fi de l'etapa

### Classificació general
| \| Classificació general \| Classificació general \| Classificació general \| Classificació general \| Classificació general \| \| Corredor \| Corredor \| Equip \| Temps \| \| \| --------------------- \| --------------------------- \| --------------------- \| --------------------- \| --------------------- \| \| 1r \| Christopher Froome \| Team Sky \| 72h 40' 38" \| \| \| 2n \| Bauke Mollema \| Trek-Segafredo \| + 1' 47" \| \| \| 3r \| Adam Yates \| Orica-BikeExchange \| + 2' 45" \| \| \| 4t \| Nairo Quintana Rojas \| Movistar Team \| + 2' 59" \| \| \| 5è \| Alejandro Valverde Belmonte \| Movistar Team \| + 3' 17" \| \| \| 6è \| Romain Bardet \| AG2R La Mondiale \| + 4' 04" \| \| \| 7è \| Richie Porte \| BMC Racing Team \| + 4' 27" \| \| \| 8è \| Tejay van Garderen \| BMC Racing Team \| + 4' 47" \| \| \| 9è \| Daniel Martin \| Etixx-Quick Step \| + 5' 03" \| \| \| 10è \| Fabio Aru \| Astana \| + 5' 16" \| \| |                             |                    |             |
| |                             |                    |             |
| Font: ProCyclingStats |                             |                    |             |
| Classificació general |                             |                    |             |
| Corredor | Corredor                    | Equip              | Temps       |
| 1r | Christopher Froome          | Team Sky           | 72h 40' 38" |
| 2n | Bauke Mollema               | Trek-Segafredo     | + 1' 47"    |
| 3r | Adam Yates                  | Orica-BikeExchange | + 2' 45"    |
| 4t | Nairo Quintana Rojas        | Movistar Team      | + 2' 59"    |
| 5è | Alejandro Valverde Belmonte | Movistar Team      | + 3' 17"    |
| 6è | Romain Bardet               | AG2R La Mondiale   | + 4' 04"    |
| 7è | Richie Porte                | BMC Racing Team    | + 4' 27"    |
| 8è | Tejay van Garderen          | BMC Racing Team    | + 4' 47"    |
| 9è | Daniel Martin               | Etixx-Quick Step   | + 5' 03"    |
| 10è | Fabio Aru                   | Astana             | + 5' 16"    |

### Classificació per punts
|   | Ciclista             | Equip          | Punts |
| - | -------------------- | -------------- | ----- |
| 1 | Peter Sagan (SVK)    | Team Tinkoff   | 405   |
|   | Mark Cavendish (GBR) | Dimension Data | 291   |
| 3 | Marcel Kittel (GER)  | Lotto Soudal   | 228   |

### Classificació de la muntanya
|   | Ciclista              | Equip        | Punts |
| - | --------------------- | ------------ | ----- |
| 1 | Rafał Majka (POL)     | Team Tinkoff | 127   |
| 2 | Thomas De Gendt (BEL) | Lotto Soudal | 90    |
| 3 | Daniel Navarro (ESP)  | Cofidis      | 69    |

### Classificació del millor jove
|   | Ciclista             | Equip              | Temps       |
| - | -------------------- | ------------------ | ----------- |
| 1 | Adam Yates (GBR)     | Orica-BikeExchange | 72h 43' 23" |
| 2 | Louis Meintjes (RSA) | Lampre-Merida      | + 3'03"     |
| 3 | Warren Barguil (FRA) | Team Giant-Alpecin | + 16' 30"   |

### Classificació per equips
|    | Equip           | Temps        |
| -- | --------------- | ------------ |
| 1r | Movistar Team   | 218h 03' 31" |
| 2n | Team Sky        | + 6' 29"     |
| 3r | BMC Racing Team | + 9' 01"     |

## Abandonaments
No hi ha abandonaments